# Geofrey Kusuro
Geofrey Kusuro (auch Geoffrey Kusuro geschrieben; * 12. Februar 1989 in Mutishet) ist ein ugandischer Langstrecken- und Bergläufer.

## Werdegang
2007 kam er im Juniorenrennen der Crosslauf-Weltmeisterschaften auf den zehnten Platz und wurde bei den Berglauf-Weltmeisterschaften in Ovronnaz Juniorenweltmeister.
Im Jahr darauf wurde er im Juniorenrennen der Crosslauf-Weltmeisterschaften Achter und bei den Leichtathletik-Juniorenweltmeisterschaften in Bydgoszcz Vierter über 5000 Meter. Über dieselbe Distanz startete er bei den Olympischen Spielen in Peking, schied aber in der Vorrunde aus.
2009 kam er bei den Crosslauf-Weltmeisterschaften in Amman auf Rang 19 und scheiterte bei den Leichtathletik-Weltmeisterschaften in Berlin über 5000 Meter erneut im Vorlauf. Bei den Berglauf-Weltmeisterschaften in Madesimo/Campodolcino (Italien) wurde er kurz darauf der erste afrikanische Weltmeister in der Geschichte dieses Wettbewerbs.
2010 belegte er bei den Crosslauf-Weltmeisterschaften in Bydgoszcz den 16. Platz.

## Persönliche Bestzeiten
- 3000 m: 7:54,08 min, 12. August 2007, Bochum
- 5000 m: 13:18,38 min, 24. Mai 2008, Hengelo
- 10-km-Straßenlauf: 28:18 min, 1. Mai 2007, Marseille